# Нордюрфьордюр
Нордюрфьордюр (исл. Norðurfjörður; исландское произношение: [ˈnɔrðʏr̥ˌfjœrðʏr̥]) — небольшой фьорд и деревня на северо-западе Исландии в регионе Вестфирдир.

## Этимология названия
Буквально с исландского Нордюрфьордюр (norður + fjörður) означает «северный фьорд». Своё название поселение получило из-за того, что расположено на берегу одноимённого фьорда (Нордюр-фьорд).

## Характеристика
Нордюрфьордюр расположен в глубине Нордюр-фьорда в долине между горными массивами Хлидархусафьядль (446 м) и Кросснесфьядль (646 м).
Деревня является единственным населенным пунктом общины Аурнесхреппюр и насчитывает всего 33 жителя (1 января 2021 года).
Поселение существует как минимум с XII века и упоминается в Сагах о епископах.
В Нордюрфьордюр есть морской причал в бухте Бергсвик и рыбоприемный пункт, поэтому рыболовство и рыбопереработка до сих пор являются основным источником дохода для местных жителей. Так как Нордюрфьордюр является самым северным из ещё существующих поселением на Страндир, то деревня служит отправной/конечной точкой как для сухопутных, так и морских путешествий в расположенные севернее безлюдные земли заповедника Ходнстрандир.
Большая часть домов в Нордюрфьордюр заброшено. Есть небольшой магазин и маленькая заправочная станция, а летом работают кафе, отель (в помещении бывшего рыбного склада), кемпинг и несколько гостевых домов для туристов. К северу от деревни, на берегу бухты Лёйгарвик, возле выходов геотермальных источников, расположен один из самых популярных геотермальных бассейнов на Западных Фьрдах Кроссанеслёйг — купальня под открытым небом, с баром и джакузи.
В деревне, в бухте Трьекидльсвик, есть две церкви под названием Арнескиркья. Более старая Арнескиркья известна здесь с 1237 года, но была перестроена и заново освящена в 1850 году. Охраняется государством, как памятник исландской архитектуры. Новая Арнескиркья была построена на противоположной стороне дороги и открыта в 1991 году.

## Галерея

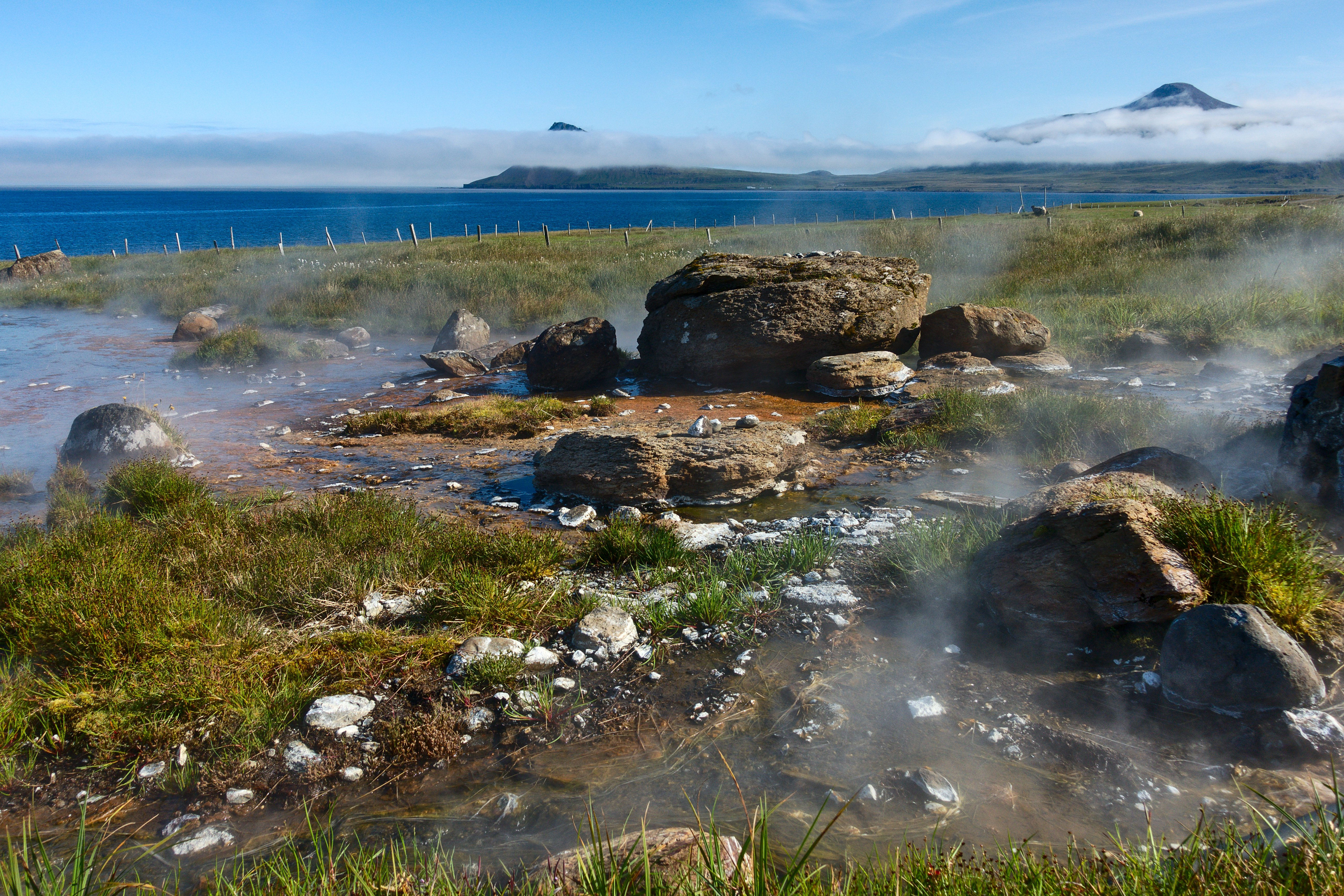
Геотермальные источники возле Лёйгарвик
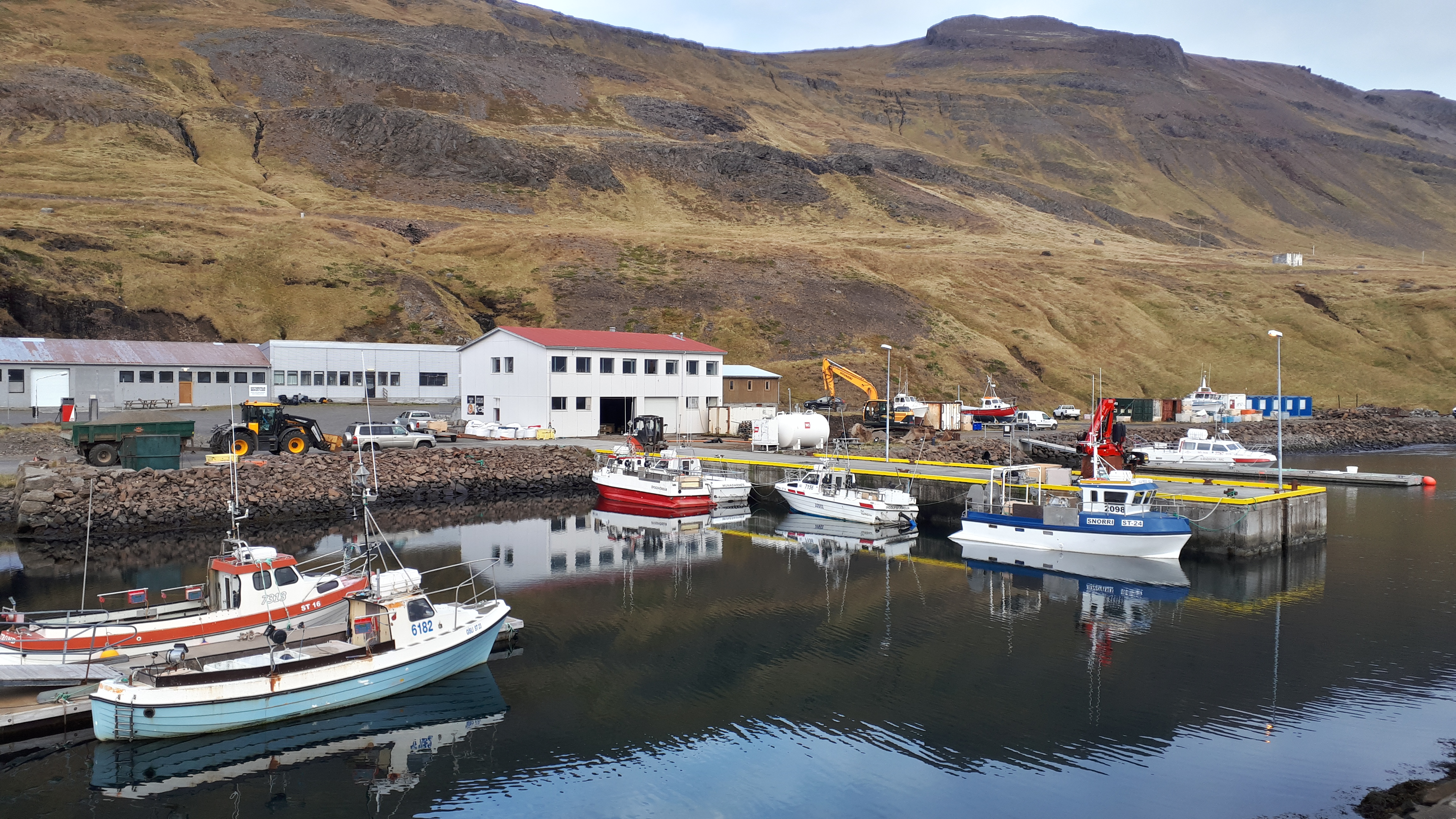
На пристани в бухте Бергсвик
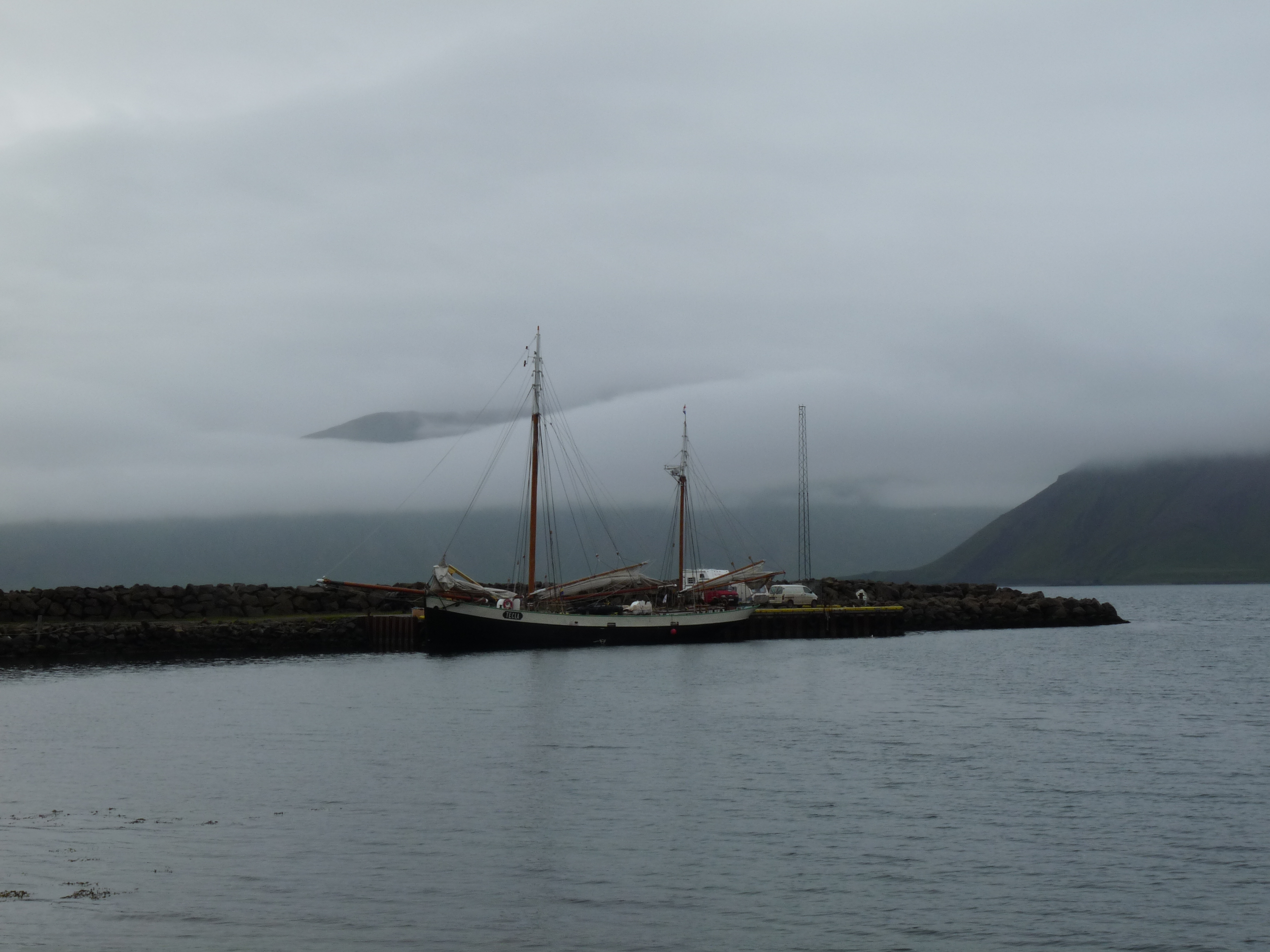
Вид на бухту Бергсвик
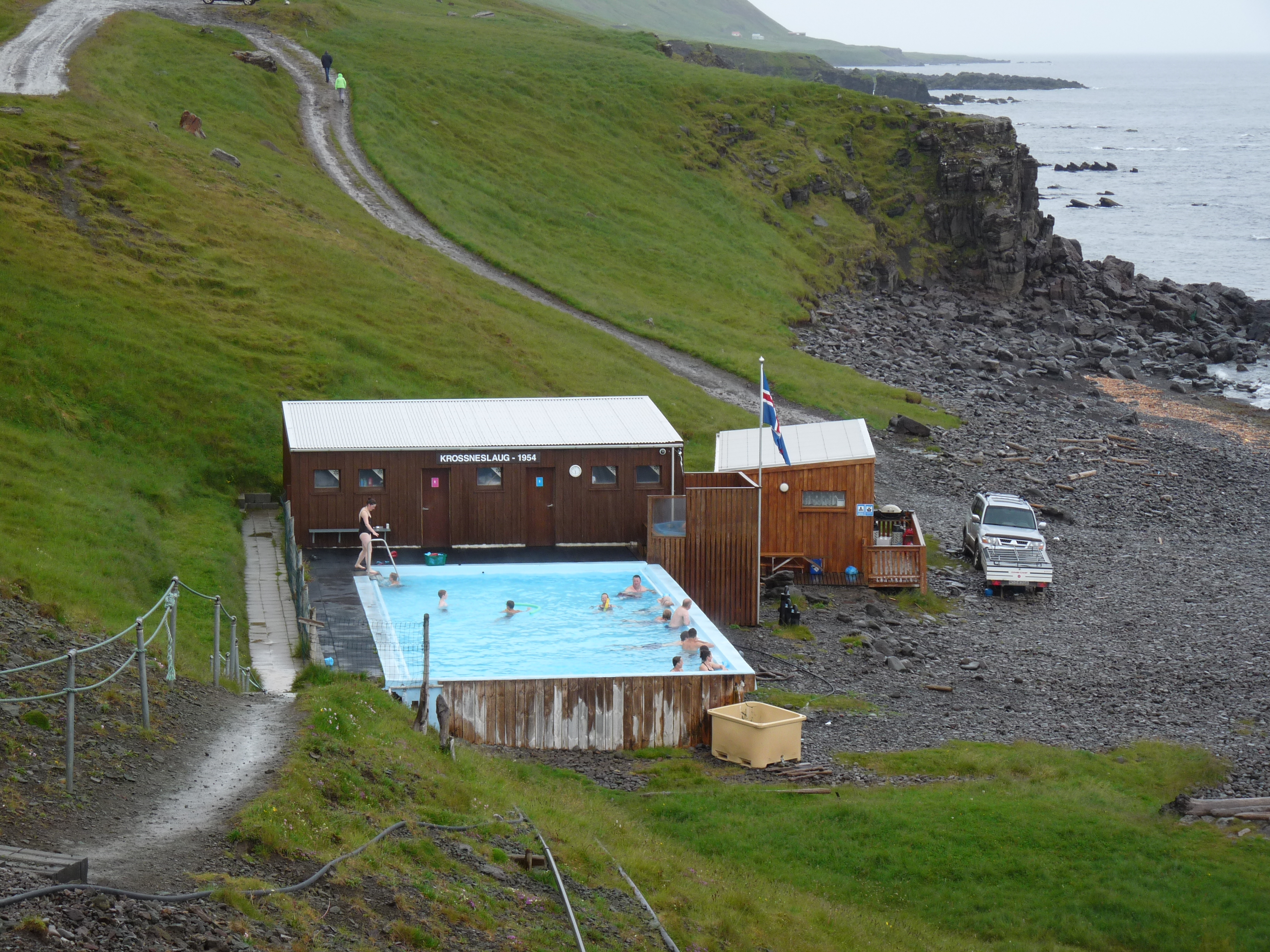
Купальня в Кроссанеслёйг
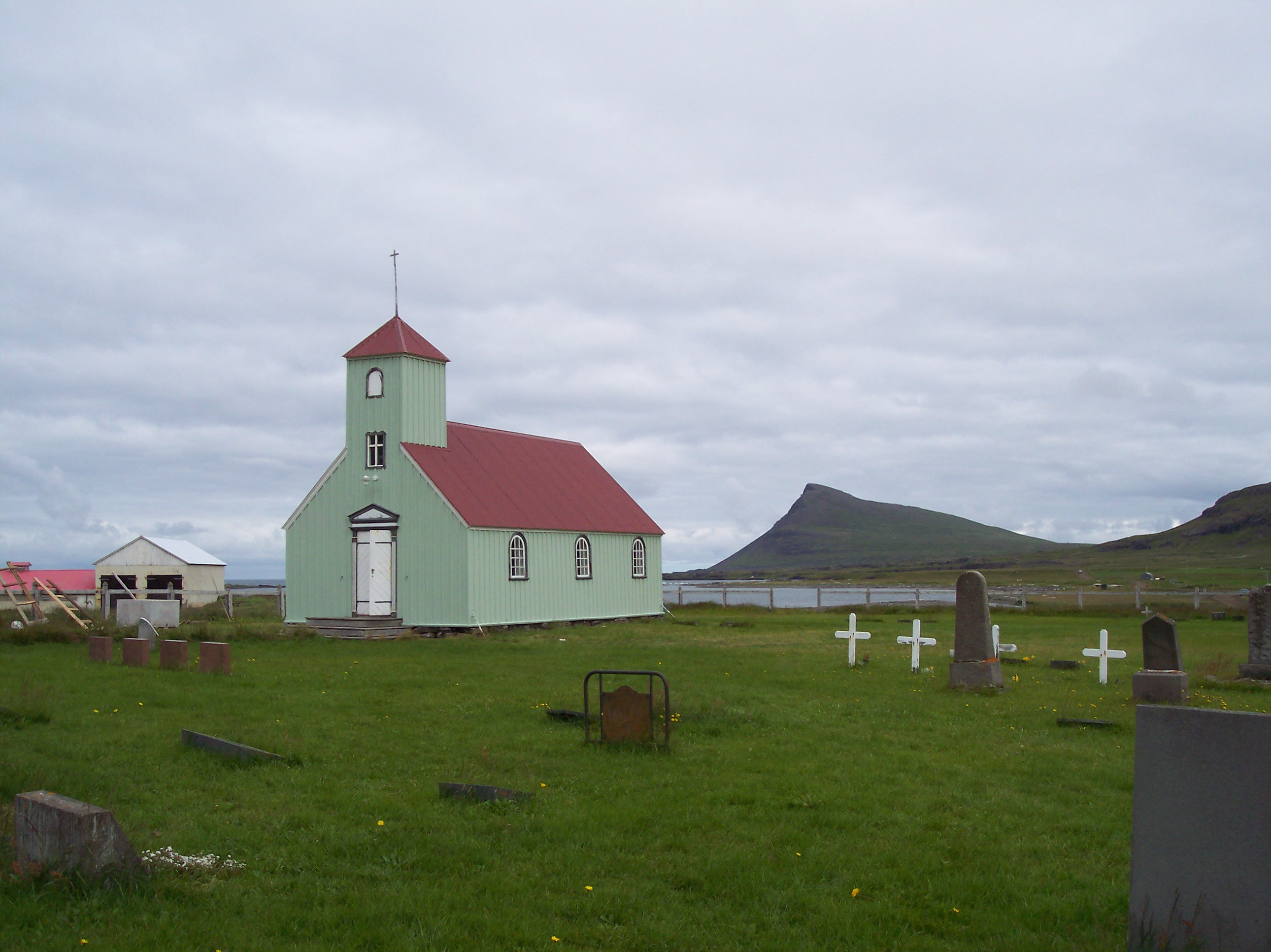
Старая Арнескиркья
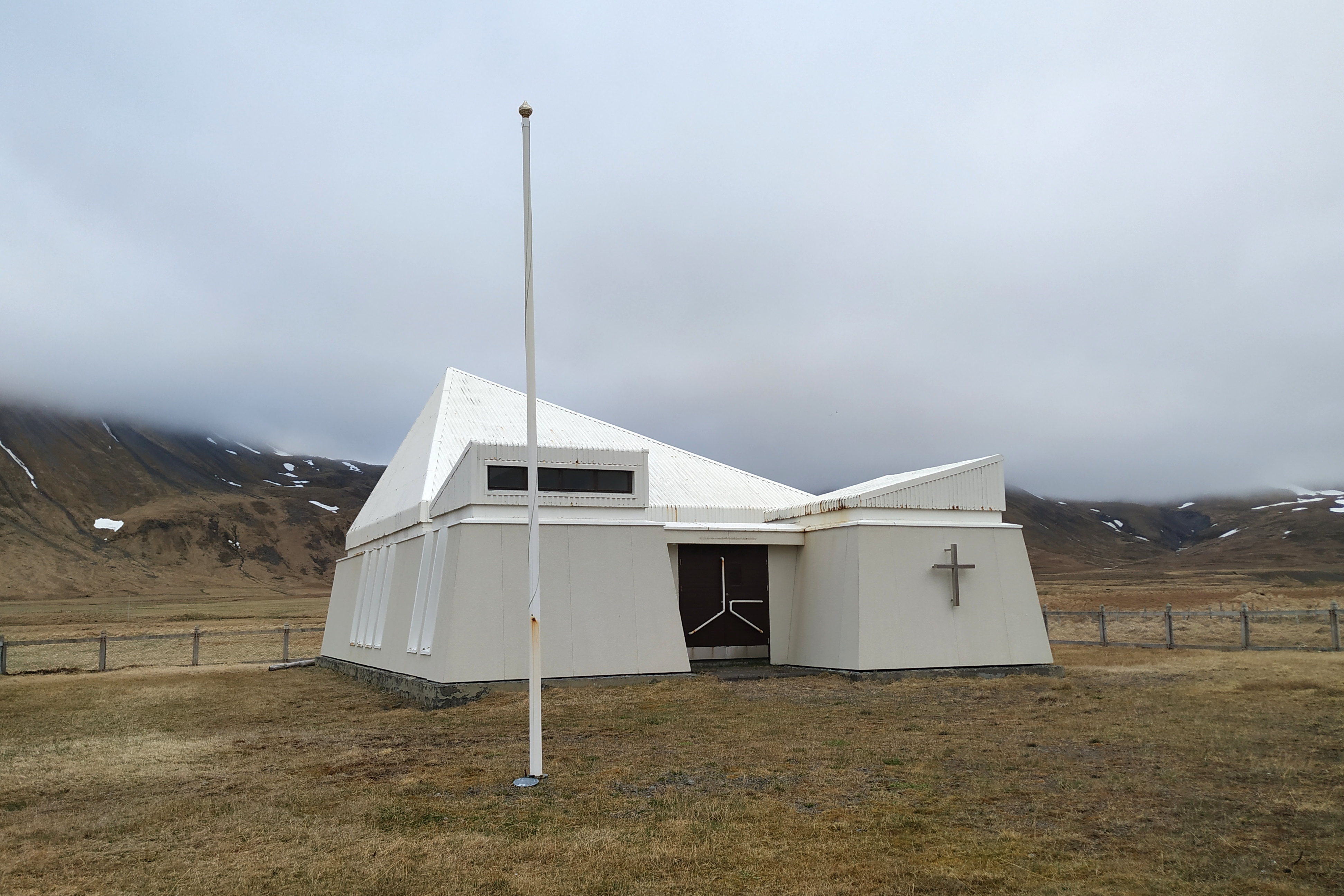
Новая Арнескиркья